# یواس‌اس کوک (ای‌پی‌دی-۱۳۰)
یواس‌اس کوک (ای‌پی‌دی-۱۳۰) (به انگلیسی: USS Cook (APD-130)) یک کشتی بود که طول آن ۳۰۶ فوت (۹۳ متر) بود. این کشتی در سال ۱۹۴۴ ساخته شد.